# Koporje (fæstning)
Koporje (russisk: Копорская крепость, tr. Koporskaja krepost; finsk: Kaprion linna) var en fæstning i Ingermanland (Lomonossov rajon, Leningrad oblast, Rusland) ved landsbyen af samme navn og i nærheden af Koporjebugten.

## Historie
Koporje fæstning omtales første gang i 1237 og 1240 i Novgorodkrøniken som en fæstning af træ opført af tyske korsriddere men blev allerede i 1241 ødelagt af Alexander Nevskij.
En fæstning af sten på samme sted blev opført af Aleksandr Jaroslavitš søn Dmitri Aleksandrovitš i 1280, men som følge af hans selvrådighed blev han drevet bort og fæstningen nedrevet af Republikken Novgorod to år senere.
I mellemtiden benyttede Sverige muligheden for at besætte bredderne af floden Neva. Som følge heraf blev stenfæstningen i Koporje genopført af Novgorod i 1297, fæstningen modstod flere svenske angreb under de svensk-novgorodiske krige og den var herefter frem til opførelsen af en fæstning i Jamburg (russisk: Я́мбург, tr. Jámburg) i 1387 under Republikken Novgorods kontrol og fungerede som administrationscenter for den "votiske femtedel".
Efter, at Novgorod blev underlagt storfyrstendømmet Moskva, blev fæstningen ombygget i slutningen af 1400-tallet og begyndelsen af 1500-tallet for at kunne modstå beskydning med kanoner. Af denne fæstning er bevaret de omkring 2 m tykke fæstningsmure og fire hjørnetårne. I fæstningen er tillige bevaret rester af en kirke fra 1500-tallet.
Koporje-området blev erobret af Sverige under Livlandske krig og hørte i henhold til Våbenstilstanden i Pljussa i tiden 1581–1590 til Sverige, der indsatte Bogislaus von Rosen som guvernør over Koporje-området. Området blev på ny overdraget Rusland ved Freden i Teusina i 1595.
Under Forvirringens tid erobrede Jacob de la Gardie atter fæstningen og siden Freden i Stolbova 1617 hørte området i årene 1617–1703 atter under Sverige som Svensk Ingermanland Kargalsöstra pogost.
I 1703 under Store Nordiske Krig erobrede feldmarskalk Boriss Šeremetev Koporje efter 2 ugers belejring. Fæstningen havde været forsvaret af 80 svenske soldater under ledelse af kaptajn Wasili Apolloff. På daværende tidspunkt var fæstningen imidlertid begyndt at miste sin betydning, da Koporje Bugt er lavvandet, og i 1763 blev fæstningen slettet som en del af Ruslands forsvarssystem som følge af forsvarsværkernes forældelse og den krigsteknologiske udvikling.
I 1700-tallet var Koporje administrativt center i Sankt Petersborg guvernement.
- Koporje i 17. århundrede. Adam Olearius
- Koporje i 17. århundrede.